# Tiếng Lo-Toga
Tiếng Lo-Toga là một ngôn ngữ châu Đại Dương nói trên quần đảo Torres của Vanuatu.

## Tình trạng và phương ngữ
Thứ tiếng này có 580 người nói, hầu hết sống trên đảo Lo và Toga, hai đảo chính ở mé nam nhóm Torres. Nó cũng là ngôn ngữ của số ít người trên hai đảo Linua và Tegua.
Tiếng Lo-Toga chia ra làm hai phương ngữ gần gũi, Lo (trên đảo Lo) và Toga (trên đảo Toga). Cái tên Toga có khi được dùng để gọi cả tiếng Lo-Toga. Tiếng Lo-Toga có nhiều nét khác với một ngôn ngữ tại nhóm đảo Torres nữa là tiếng Hiw.

## Âm vị học
Phương ngữ Lo có 13 âm vị nguyên âm. Gồm 8 nguyên âm đơn /i e ɛ a ə ɔ o ʉ/, và năm nguyên âm đôi /i͡e i͡ɛ i͡a o͡ə o͡ɔ/.
|          | Nguyên âm đơn | Nguyên âm đơn | Nguyên âm đơn |     | Nguyên âm đôi | Nguyên âm đôi |
| Trước    | Giữa          | Sau           | Trước         | Sau |               |               |
| -------- | ------------- | ------------- | ------------- | --- | ------------- | ------------- |
| Đóng     | i             | ʉ             |               |     |               |               |
| Nửa đóng | e             |               | o             | i͡e  |               |               |
| Vừa      | ə             | ə             | ə             |     | o͡ə            |               |
| Nửa mở   | ɛ             |               | ɔ             | i͡ɛ  | o͡ɔ            |               |
| Mở       | a             | a             | a             | i͡a  | i͡a            |               |